# Roncogno
Roncogno è una frazione del comune di Pergine Valsugana in provincia autonoma di Trento.

## Storia
Roncogno è stato un comune italiano istituito nel 1920 in seguito all'annessione della Venezia Tridentina al Regno d'Italia. Nel 1929 è stato aggregato al comune di Pergine Valsugana. Situato a 500 m s.l.m.

## Monumenti e luoghi d'interesse

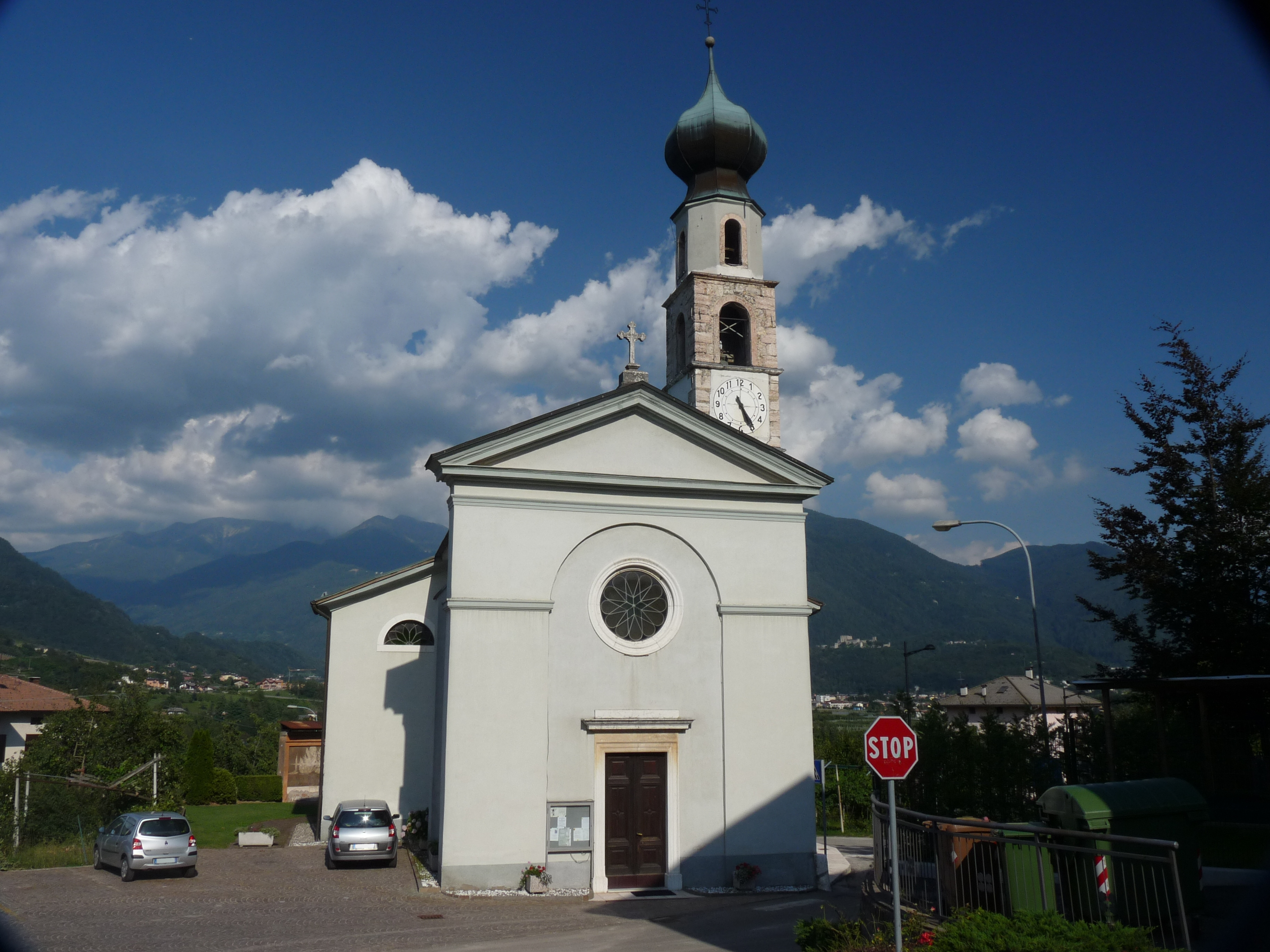
La chiesa di Sant'Anna di Roncogno

- Chiesa di Sant'Anna, attestata nel 1506, restaurata nel 1799 e poi due volte nella seconda metà del Novecento.[3]